# 小川トク
小川 トク(おがわ とく、1839年(天保10年) 12月1日- 1913年（大正2年)12月24日)は、明治期の殖産家、染織家。久留米縞織の創始者。

## 経歴

### 生い立ち
1839年(天保10年)12月1日に武蔵国足立郡宮ヶ谷塔村(現在の埼玉県大宮市宮ヶ谷塔)で生まれた。父の名は善五郎、母の名はチエ。父母共にトクが三、四歳のころに死亡し、祖父母の手により育てられた。結婚後、1860年(万延元年)に一人息子栄三郎が生まれた。のち江戸に定住していた久留米藩の乳母となり、江戸を出発し久留米に滞在。その後久留米において木綿織りをはじめ、久留米縞織の創業者となった。

### 久留米縞創織としての活動
トクは久留米で、特産品の久留米絣の生産様式が遅れていること、絣の他に織物生産が無いことに気づいた。また、久留米地方では冬は久留米絣を着ていたが、夏は手紡ぎ糸で織った粗末な縞木綿を着ていた。このような様子を見て、よい縞柄の縞木綿を商品生産すれば生活を安定させることができると考えた。そこで、まず投げ杼で織る高機を大工とともに造りあげ、次に田中近江(田中久重)の援助を受け、能率の良い揚枠器械を準備した。トクが木綿織物生産を準備中に、久留米藩で糸入縞(絹糸入りの縞木綿)が着用可能になった。そこで原料の糸を肥後、大阪から取り寄せた。しかし、絹糸に撚りを掛ける撚り器がなかったので大工とともに造りあげ、1876年(明治9年)にようやく糸入縞を織出した。その後、絹織・紬・柳河縮緬なども次第に織り出していった。
トクが機屋(織屋)を始めると、見物人が一日中押し寄せ、注文は途切れることなく、断っても手付金をおいていくほどの盛況だった。また、伝習生の数は四、五十名にのぼり、1878年(明治11年)には伝習生の大石平太郎らが機屋を開業した。
こうして縞織の技術が拡大し、久留米縞の生産量も増大した。庶民向き着物地として1880年(明治13年)ころには他県へ販出されるようになり、1884、1885年(明治17、18年)には生産六万反に及んだ。久留米縞の販売は問屋が行い、「久留米縞」の名称も販売側でつけたと思われる。
久留米縞織が特産物となると、久留米市内の名刹梅林寺境内にトクの寿蔵(生前墓)が建立された。

### 晩年、死
1902年(明治35年)ころ、トクは機織りをしなければ一身を支えることができないような状態であった。心配した一人息子の栄太郎が、老後の孝養を尽くしたい、とトクは故郷に帰ることになった。その後1910年(明治43年)9月15日トクは久留米を立ち、故郷で晩年を送った。1913年(大正2年)12月24日75歳で死去。

## 表彰
- 1894年(明治27年)　頌徳状[2]（頌徳表と報恩金）[1](久留米縞同業組合)